# Воксгол
Воксгол (англ. Vauxhall) — містечко в Канаді, у провінції Альберта, у складі муніципального району Тейбер.

## Населення
За даними перепису 2016 року, містечко нараховувало 1222 особи, показавши скорочення на 5,1%, порівняно з 2011-м роком. Середня густина населення становила 449,4 осіб/км².
З офіційних мов обидвома одночасно володіли 20 жителів, тільки англійською — 1 135, а 70 — жодною з них. Усього 635 осіб вважали рідною мовою не одну з офіційних, з них 5 — одну з корінних мов.
Працездатне населення становило 520 осіб (60,8% усього населення), рівень безробіття — 7,7% (10,8% серед чоловіків та 5% серед жінок). 93,3% осіб були найманими працівниками, а 6,7% — самозайнятими.
Середній дохід на особу становив $40 218 (медіана $28 272), при цьому для чоловіків — $49 263, а для жінок $30 674 (медіани — $46 208 та $19 307 відповідно).
22,2% мешканців мали закінчену шкільну освіту, не мали закінченої шкільної освіти — 60,8%, 17,5% мали післяшкільну освіту, з яких 23,3% мали диплом бакалавра, або вищий.
| Статево-вікова структура населення | Статево-вікова структура населення | Статево-вікова структура населення | Статево-вікова структура населення | Статево-вікова структура населення |
| ---------------------------------- | ---------------------------------- | ---------------------------------- | ---------------------------------- | ---------------------------------- |
|                                    |                                    |                                    |                                    |                                    |
| Всього                             | Всього                             | 49,8%50,2%                         |                                    |                                    |
| 0 — 14 років                       | 0 — 14 років                       |                                    | 30,9%                              | 30,9%                              |
| 15 — 64 років                      | 15 — 64 років                      |                                    | 57,3%                              | 57,3%                              |
| 65 і більше                        | 65 і більше                        |                                    | 11,8%                              | 11,8%                              |
| 85 і більше                        | 85 і більше                        |                                    | 1,2%                               | 1,2%                               |
| Середній вік (років)               | Середній вік (років)               | 33,033,9                           | 33,5                               | 33,5                               |
| Медіана (років)                    | Медіана (років)                    | 28,830,4                           | 29,6                               | 29,6                               |
| — чоловіки — жінки                 |                                    |                                    |                                    |                                    |

| Походження мешканців:     | Походження мешканців:     | Походження мешканців: | Походження мешканців: | Походження мешканців: |
| ------------------------- | ------------------------- | --------------------- | --------------------- | --------------------- |
| Походження                |                           |                       | осіб                  | %                     |
| Корінні американці        | Корінні американці        |                       | 20                    | 1.64%                 |
| Інше північноамериканське | Інше північноамериканське |                       | 400                   | 32.73%                |
| Європейське               | Європейське               |                       | 825                   | 67.51%                |
| британське                | британське                |                       | 130                   | 10.64%                |
| французьке                | французьке                |                       | 45                    | 3.68%                 |
| українське                | українське                |                       | 40                    | 3.27%                 |
| Латинськоамериканське     | Латинськоамериканське     |                       | 235                   | 19.23%                |
| Африканське               | Африканське               |                       | 10                    | 0.82%                 |
| Азійське                  | Азійське                  |                       | 15                    | 1.23%                 |

| Зайнятість населення за галузями (за класифікацією NOC): | Зайнятість населення за галузями (за класифікацією NOC): | Зайнятість населення за галузями (за класифікацією NOC): | Зайнятість населення за галузями (за класифікацією NOC): | Зайнятість населення за галузями (за класифікацією NOC): |
| -------------------------------------------------------- | -------------------------------------------------------- | -------------------------------------------------------- | -------------------------------------------------------- | -------------------------------------------------------- |
|                                                          |                                                          |                                                          |                                                          |                                                          |
| Управління                                               | Управління                                               |                                                          | 7,7%                                                     | 7,7%                                                     |
| Бізнес, фінанси та адміністрування                       | Бізнес, фінанси та адміністрування                       |                                                          | 11,5%                                                    | 11,5%                                                    |
| Охорона здоров'я                                         | Охорона здоров'я                                         |                                                          | 1,9%                                                     | 1,9%                                                     |
| Освіта, правозахист, муніципальні та урядові служби      | Освіта, правозахист, муніципальні та урядові служби      |                                                          | 5,8%                                                     | 5,8%                                                     |
| Роздрібна торгівля та послуги                            | Роздрібна торгівля та послуги                            |                                                          | 17,3%                                                    | 17,3%                                                    |
| Гуртова торгівля, транспорт та обладнання                | Гуртова торгівля, транспорт та обладнання                |                                                          | 29,8%                                                    | 29,8%                                                    |
| Природні ресурси, сільське господарство                  | Природні ресурси, сільське господарство                  |                                                          | 17,3%                                                    | 17,3%                                                    |
| Виробництво                                              | Виробництво                                              |                                                          | 6,7%                                                     | 6,7%                                                     |

## Клімат
Середня річна температура становить 5,5°C, середня максимальна – 24,2°C, а середня мінімальна – -16,4°C. Середня річна кількість опадів – 337 мм.
| Клімат поселення                              | Клімат поселення | Клімат поселення | Клімат поселення | Клімат поселення | Клімат поселення | Клімат поселення | Клімат поселення | Клімат поселення | Клімат поселення | Клімат поселення | Клімат поселення | Клімат поселення | Клімат поселення |
| Показник                                      | Січ.             | Лют.             | Бер.             | Квіт.            | Трав.            | Черв.            | Лип.             | Серп.            | Вер.             | Жовт.            | Лист.            | Груд.            |                  |
| Середній максимум, °C                         | −2,62            | 0,92             | 6,45             | 13,30            | 18,90            | 23,04            | 24,24            | 23,86            | 18,53            | 12,86            | 4,39             | −1,25            |                  |
| Середня температура, °C                       | −9,52            | −6               | −0,47            | 6,39             | 11,96            | 16,14            | 18,34            | 17,98            | 12,64            | 6,99             | −1,5             | −7,13            |                  |
| Середній мінімум, °C                          | −16,44           | −12,92           | −7,38            | −0,54            | 5,04             | 9,23             | 12,45            | 12,09            | 6,74             | 1,11             | −7,38            | −13,01           |                  |
| Норма опадів, мм                              | 17               | 12               | 18               | 30               | 40               | 65               | 34               | 37               | 37               | 15               | 15               | 17               |                  |
| Середньомісячна швидкість вітру, м/с          | 4.63             | 4.40             | 4.70             | 4.77             | 4.50             | 4.10             | 3.70             | 3.70             | 4.00             | 4.60             | 4.80             | 4.70             |                  |
| Середньомісячна сонячна радіація, кДж/м²·день | 4406             | 7977             | 13092            | 17473            | 21175            | 22398            | 23724            | 20330            | 14392            | 8865             | 4799             | 3514             |                  |
| --------------------------------------------- | ---------------- | ---------------- | ---------------- | ---------------- | ---------------- | ---------------- | ---------------- | ---------------- | ---------------- | ---------------- | ---------------- | ---------------- | ---------------- |
| Джерело:                                      |                  |                  |                  |                  |                  |                  |                  |                  |                  |                  |                  |                  |                  |